# Paulo Goulart
Pour les articles homonymes, voir Goulart.
Paulo Afonso Miessa, plus connu sous le nom de Paulo Goulart, né le 9 janvier 1933 à Ribeirão Preto et mort le 13 mars 2014 (à 81 ans) à São Paulo, est un acteur et un auteur brésilien. 

## Biographie
Sa vie professionnelle débute à la radio. Il a auparavant étudié la chimie industrielle à l'École Eduardo Prado. Paulo fait ses débuts en tant qu'acteur au début des années 1950, dans des feuilletons radiophoniques et au théâtre. Sur les écrans, il est connu, entre autres, pour ses apparitions dans Femmes de sable, Esperança, América et plus récemment dans Cama de Gato. Ses premiers rôles au cinéma sont dans la comédie Destino em Apuros (1954) et dans le film musical Rio, zone Nord (1957).
Marié à l'actrice Nicete Bruno, il est le père de trois enfants, Paulo Goulart Jr, Beth Goulart et Barbara Bruno, tous acteurs. Il est le grand-père de l'actrice Vanessa Goulart. Paulo Goulart travaille aussi comme écrivain et réalisateur.
Il prête sa voix au lion Aslan dans la version brésilienne du film Le Monde de Narnia : Le Lion, la Sorcière blanche et l'Armoire magique.
Il décède d'un cancer du rein à São Paulo le 13 mars 2014, âgé de 81 ans.

## Filmographie

### Au cinéma
- 1954 : Destino em apuros
- 1957 : Rio, zone Nord : Moacyr
- 1958 : O Cantor e o Milionário : Paulo
- 1958 : Pista de Grama
- 1958 : O Grande Momento : Vitório
- 1958 : O Barbeiro Que Se Vira : Leonardo
- 1958 : E o Bicho Não Deu
- 1960 : E Eles Não Voltaram
- 1960 : Cala a Boca, Etelvina : Adelino
- 1962 : Nordeste Sangrento
- 1972 : A Marcha
- 1974 : A Cobra Está Fumando
- 1979 : Os Trombadinhas
- 1983 : Gabriela : João Fulgêncio
- 1984 : Para Viver Um Grande Amor : Eugênio
- 1989 : Kuarup
- 1989 : Faca de Dois Gumes : Delegado Olímpio Veloso
- 1989 : Solidão, Uma Linda História de Amor
- 2010 : Luz nas Trevas - A Volta do Bandido da Luz Vermelha
- 2010 : Astral City: A Spiritual Journey

### À la télévision
- 1952 : Helena (série TV) : (épisode 1)
- 1952-1958 : Grande Teatro Tupi (série TV)
- 1966 : Anjo Marcado (série TV) : César Brandão
- 1966 : As Minas de Prata (série TV) : Dom Francisco
- 1967 : Os Fantoches (série TV) : Marcos
- 1968 : O Terceiro Pecado (série TV) : Clemente
- 1968 : A Muralha (série TV) : Bento Coutinho
- 1969 : Vidas em Conflito (série TV) : Walter
- 1969 : A Cabana do Pai Tomás (série TV) : Pierre St.Clair
- 1970 : Verão Vermelho (série TV) : Flávio Avelar
- 1970 : A Próxima Atração (série TV) : Tomás
- 1971 : Quarenta Anos Depois (série TV) : Santiago
- 1972 : Signo da Esperança (série TV) : Ivo (3 épisodes)
- 1972 : Uma Rosa com Amor (série TV) : Claude
- 1976 : Papai Coração (série TV) : Mário
- 1977 : Éramos Seis (série TV) : DrAzevedo
- 1979 : Gaivotas (série TV) : Carlos (3 épisodes)
- 1980 : Drácula, Uma História de Amor (série TV) : Jonathan
- 1980 : Plumas & Paetês (série TV) : Gino
- 1981 : Jogo da Vida (série TV) : Silas Cruz
- 1984 : Transas e Caretas (série TV) : Roberto
- 1986 : Le Cercle de feu (série TV) : Marcos Labanca
- 1988 : Chapadão do Bugre (série TV) : Eucaristo Rosa
- 1988 : Fera Radical (série TV) : Altino Flores
- 1990 : Delegacia de Mulheres (série TV)
- 1991 : Gente Fina (série TV) : Joaquim
- 1991 : O Dono do Mundo (série TV) : Altair Barreto
- 1992 : Despedida de Solteiro (série TV) : Delegado
- 1993 : Femmes de sable (série TV) : Donato
- 1998 : Sai de Baixo (série TV) : Saraiva (épisode Sexta, Sábado e Suingue)
- 1998-2000 : Você Decide (série TV) : (4 épisodes)
- 2004 : Sob Nova Direção (série TV) : Ataulfo
- 2004 : O Pequeno Alquimista (série TV) : Rei
- 2005 : América (série TV) : Mariano (103 épisodes)
- 2006 : Pé na Jaca (série TV) : Vilela (8 épisodes)
- 2007 : O Profeta (série TV) : présentateur
- 2007-2008 : Duas Caras : Heriberto (99 épisodes)
- 2008 : Casos e Acasos (série TV) : Zenildo (épisode A Blitz, o Presente e os Filhos)
- 2009 : Som e Fúria (série TV) : Carlos Betti
- 2009-2010 : Cama de Gato (série TV) : Severo Tardivo (132 épisodes)
- 2010 : Ti Ti Ti (série TV) : Orlando Bianchi
- 2011 : Morde & Assopra (série TV) : Eliseu Villanova
- 2012 : Louco por Elas (série TV) : Horácio
- 2012 : Estrelas (série TV) : dans son propre rôle - Paulo Goulart
- 2013 : Domingão do Faustão (série télévisée) : dans son propre rôle - Paulo Goulart